# Guangshui
Guangshui (广水市S, GuǎngshuǐP) è una città-contea della Cina, situata nella provincia di Hubei e amministrata dalla prefettura di Suizhou.